# Defensa 3-4

Defensa 3-4

La 3-4 es una alineación defensiva de fútbol americano diseñada para parar los pases cortos, es menos ideal contra la carrera porque sólo posee 3 hombres en la línea, este tipo de defensa ofrece un jugador defensivo extra en el Backfield para la cobertura del pase. 
Consiste de un Nose Guard y dos hombres de línea más, el entrenador puede definir si son dos Defensive Ends o Defensive Tackles. Así como uno de los linebackers que tiene la responsabilidad para la cobertura de la zona de pase en ese contexto usa 5 defensive backs. La 3-4 es susceptible a la carrera por dentro y es usada primordialmente en situaciones donde una carrera no es esperada.

## Jugadores En la 3-4

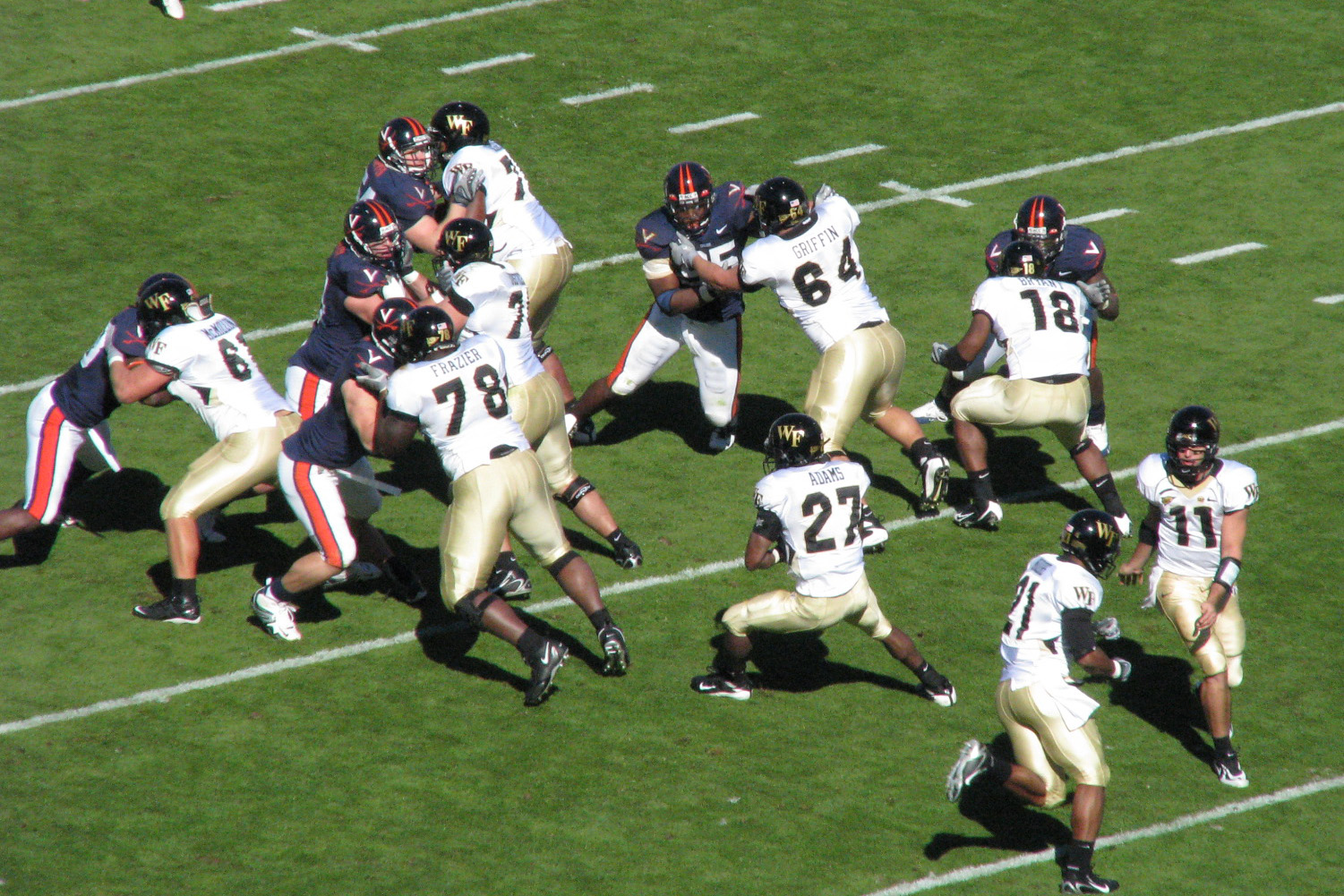
Línea de Golpeo de la Universidad de Virgina en una jugada de carrera contra Wakefield.

### Línea defensiva
"No está diseñada para que tú hagas jugadas, está diseñada para los linebackers. Por eso es por lo que es una 3-4. Puedes hacer un gran trabajo y dar lo máximo de ti, pero estás creando para otras personas"
Richard Seymour Patriots DE.

La línea defensiva está formada por un Nose-tackle (NT) y dos Defensive end (DEs). Los lineman en la formación 3-4 tienden a ser más grandes que sus homólogos 4-3 para tener más espacio y más territorio que cubrir al largo de la línea defensiva. 3-4 defensive ends son por lo regular tackles defensivos ellos deben ser fuertes en el ataque y en la mayoría de los casos lideran un tackleo ofensivo porque tienen que controlar los espacios en forma más eficiente. El tamaño y fuerza viene a ser un factor importante en los Nose-Tackles porque la jugada requiere que la línea abarque más espacio y eso se logra solo usando sus habilidades atléticas. Idealmente el peso de los Defensivo Ends en la 3-4 debe ser entre 129-136kg para estar habilitados a destruir el trabajo de doble presión. El 3-4 Nose-guard es considerada la posición que demanda más esfuerzo físico en el Fútbol americano, su responsabilidad primaria es el control de las A Gaps, y los caminos abiertos entre el centro y los guardas, no puede ser empujado hacia atrás donde están los linebackers. Si una jugada de carrera viene en alguna de las Gaps él debe hacer el placaje y también controlar a los Offensive Guardas o el Center que esté tratando de golpear a los Linebackers. El Nose-Guard ideal tiene que ser mucho más grande físicamente para esta formación defensiva que en una formación 4-3, pesando más de 136kg.
Ted Washington es considerado el prototipo de Nose-guard de nuestros tiempos. “ en su lid, Ted Washington era el hombre ideal”, decía un AFC pro manager. “ él era grande, tenía brazos largos, y no podías derribarlo. El podía sacarse a un jugador de línea de 320 libras con una mano y hacer el placaje con la otra” desde que la mayoría de los equipo colegiales usan una defensa 4-3 , la mayoría de los Defensive Tackles son más para una 4-3 tácale que un nose tackle, lo que hace difícil encontrar un buen 3-4 nose tackle.
La posición base del Nose Tackle es frente el jugador en la posición de centro del equipo rival. Esta locación es usualmente referida como la Técnica Cero. Los dos defensive ends se alinean flanqueando los guardas ofensivos. La posición de estos por lo regular se conoce como técnica three.
Algunos equipos que usan la 3-4 como el New England Patriots usan los Three Defensivos para atacar los jugadores ofensivos contrarios. En este sistema los linieros defensivos tienen asignadas dos Gaps para defender. El Nose Tackle es responsable para defender jugadas que ocurran en los espacios o Gaps, entre el centro y los guardas. Cada uno de esos espacios es llamado una A gap. Cada espacio de los guardas ofensivos se llama Gap B y los espacio fuera de cada uno es llamado C Gap. Otros equipos (como los San Diego Chargers y los Dallas Cowboys) primordialmente hacen a cada liniero responsable de una Gap.
Según el ex director general Randy Mueller “ los defensive ends en la 3-4 son fáciles de identificar cuando estas buscando y adquiriendo personal “.

### Linebackers
” Yo creo que buenos técnico pueden dirigir con el personal que tiene, y si tu tienes solo un buen Linebacker, tu no puede jugar el 3-4” Hank Bullough que jugó la defensiva 3-4 con los New England Patriots.
En una defensa 3-4, cuatro linebackers se posicionan detrás de los linieros. La unidad de linebackers es hecha por dos Inside linebackers (ILBS) flanqueados por dos Outside linebackers (OLBS). Los OLBS están más cerca de la línea de golpeo mientras que los (ILBS) pero pueden posicionarse en el fondo o en una cobertura profunda. 
La fortaleza de la 3-4 se forma en la velocidad de los linebackers para la persecución de las corridas o en la flexibilidad para detener las corridas y así confundir a los quarterbacks durante las jugadas de pase sin verse forzados a una defensa hombre a hombre con los receptores. 
Muchos de los equipos tratan de interrumpir una ofensiva basada en pases atacando el pase con 4 defensores de corridas. En la alineación 4-3 los 4 jugadores pendientes de las corridas son usualmente los 4 hombres de la línea, pero en una 3-4 los cuatro que están pendientes de las corridas son usualmente los linebackers, muchos equipos como los Pittsburgh Steelers y los Baltimore Ravens usan safetys talentosos para hacer blitz y confundir la cobertura, dándoles más opciones defensivas en la misma 3-4. 
Un inconveniente de la 3-4 es que como no se alinea un cuarto hombre los bloqueadores ofensivos están cerca de las rutas de la corrida, aunque esta falencia algunas veces se solventa usando linebackers con funciones de linieros aunque un poco más retrasados, Los linebackers de la 3-4 deben ser tan atléticos y fuertes como para bloquear a los Full backs, por lo regular los 3-4 OLBS lideran el conteo de Sacks en la defensa.

### Secundarios

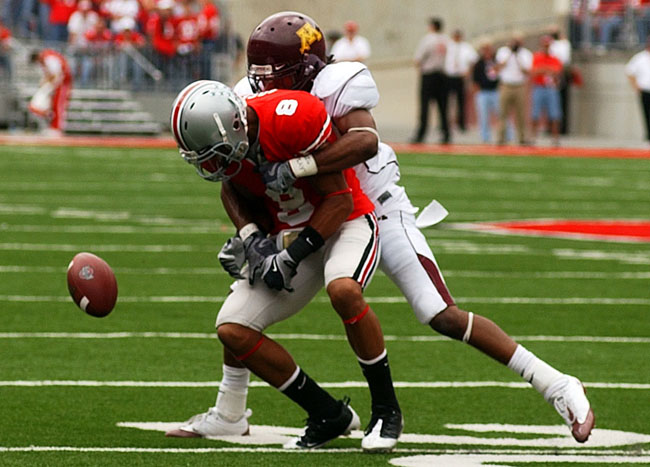
Aron Grant free safety de Ohio State atrapa un pase pero deja caer la bola cuando es tackleado por el cornerback de minnesota Traye Simmons haciendo el pase incompleto.

Los defensas 3-4 generalmente usan 4 defensive backs. Dos de esos son safeties y dos son cornerbacks. La responsabilidad de los cornerbacks varía dependiendo el tipo de cobertura que se vaya a implementar. La cobertura trata de hacerse simple para que la defensa pueda fácilmente proteger el pase. Los Córner generalmente se pueden alinear 3 a 5 yardas después de la línea de golpeo, generalmente tratando de interrumpir la ruta de los receptores en las primeras 5 yardas. Un córner puede dar una o dos rutas para la defensa de los pases en una marcación de hombre a hombre. En la cobertura de zona el corner back es responsable por un área del campo. En este caso el córner debe algunas veces bajar a través del campo o cubrir mientras trate de mantener su zona haciendo un trabajo de sacrificio.
El Free safety es responsable de la lectura de las jugadas ofensivas cubriendo los pases profundos, dependiendo de la llamada defensiva, él puede proveer apoyo contra las carreras. El usualmente debe posicionarse a 10 o 15 yardas detrás de la línea de golpeo. Así como en el centro del campo. El provee una última línea de defensa contra los Running backs y receptores que pueden pasar los linebacker y cornerbacks. El safety debe tener como característica el ser rápido e inteligente capaz de hacer tackleos eficientemente así como también leer la jugada y alertar a sus compañeros de las situaciones del juego. 
Los Strongs safety son usualmente más altos que los free safety y se posicionan relativamente cerca de la línea de golpeo. El strong safety es parte integral de una defensa contra carreras, pero también es responsable de defender contra el pase, especialmente pases hacia los Tight-ends.